# Wilton Felder
Pour les articles homonymes, voir Felder.
Wilton Felder Lewis était un musicien américain, il était reconnu comme saxophoniste ténor, bassiste et compositeur de jazz, né à Houston, Texas, le 31 août 1940 et mort le 27 septembre 2015. Il était également le membre fondateur des Crusaders.

## Biographie
Né à Houston, Texas, Wilton Felder a étudié la musique à la Texas Southern University et a fondé son groupe avec Wayne Henderson, Joe Sample et Stix Hooper alors qu'il était au lycée à Houston. Les Jazz Crusaders sont passés d'un combo de jazz à la pointe du progrès à un groupe pionnier de fusion jazz-rock, avec une influence certaine de musique soul. Wilton Felder a travaillé avec le groupe original pendant plus de trente ans, et a continué à travailler dans ses versions ultérieures, qui comprenaient souvent d'autres membres fondateurs. Décrit comme le leader du groupe, il y jouait principalement du saxophone, parfois de la basse électrique.

### Bassiste de studio
Wilton Felder a également travaillé comme musicien de studio sur la côte ouest, jouant principalement de la basse électrique, pour divers musiciens de soul et de R&B, et a été l'un des bassistes « maison » de Motown Records, lorsque la maison de disques a ouvert ses portes à Los Angeles au début des années 1970. Il a joué sur des enregistrements des Jackson 5 tels que I Want You Back et The Love You Save, ainsi que pour Marvin Gaye (sur l'album Let's Get it On) et Grant Green. On le retrouve également sur le live de Jimmy Smith Root Down. Il a également joué de la basse pour des groupes de soft rock comme Seals and Crofts. On notera également ses contributions à l'album de John Cale Paris 1919, il joue aussi la basse sur une chanson de l'album retour des Byrds simplement intitulé Byrds en 1973, à l'album Pretzel Logic de Steely Dan (1974) et aux albums Piano Man et Streetlife Serenade de Billy Joel. Il a été l'un des trois bassistes sur les albums Sail Away (1972) de Randy Newman et Diamonds & Rust de Joan Baez. Wilton Felder a également présenté les albums de Joni Mitchell et de Michael Franks.
Son album Secrets, qui met en vedette Bobby Womack au chant, atteint la 77e place du classement des albums au Royaume-Uni en 1985, avec le tube mineur (No Matter How High I Get) I'll Still be Looking Up to You, chanté par Womack et Alltrinna Grayson.
Wilton Felder jouait un saxophone ténor King Super 20 avec un bec métallique Berg Larsen 105/0. Il a également utilisé des saxophones Yamaha. Il a joué une basse Fender Telecaster Bass, et a également joué des guitares basses Aria.
Wilton Felder est mort en 2015 chez lui à Whittier, en Californie, des suites d'un myélome multiple. Il avait 75 ans,. 

## Discographie

### En solo
- Bullitt (Pacific Jazz, 1969)
- We All Have a Star  (MCA, 1978)
- Inherit the Wind  (MCA, 1980)
- Gentle Fire (MCA, 1983)
- Secrets (MCA, 1985)
- Love Is a Rush (MCA, 1987)
- Nocturnal Moods (PAR, 1991)
- Forever, Always  (PAR, 1992)
- Lets Spend Some Time (BCS, 2005)

### Avec The Crusaders
- Free As The Wind 1976
- Freedom Sound (Pacific Jazz, 1961)
- Lookin' Ahead (Pacific Jazz, 1962)
- The Jazz Crusaders at the Lighthouse (Pacific Jazz, 1962)
- Tough Talk (Pacific Jazz, 1963)
- Heat Wave (Pacific Jazz, 1963)
- Jazz Waltz (Pacific Jazz, 1963) avec Les McCann
- Stretchin' Out (Pacific Jazz, 1964)
- The Thing (Pacific Jazz, 1965)
- Chile Con Soul (Pacific Jazz, 1965)
- Live at the Lighthouse '66 (Pacific Jazz, 1966)
- Talk That Talk (Pacific Jazz, 1966)
- The Festival Album (Pacific Jazz, 1966)
- Uh Huh (Pacific Jazz, 1967)
- Lighthouse '68 (Pacific Jazz, 1968)
- Powerhouse (Pacific Jazz, 1969)
- Lighthouse '69 (Pacific Jazz, 1969)
- Street Life (1979)
- Royal Jam (1982)

### Comme invité
Avec Donald Byrd
- Ethiopian Knights (Blue Note, 1972)

Avec Joan Baez
- Diamonds & Rust (A&M Records, 1975)
- Blowin' Away (Portrait Records, 1977)

Avec John Cale
- Paris 1919 (Reprise Records, 1972)

Avec The Byrds
- Byrds (Asylum Records, 1973)

Avec Michael Franks
- The Art of Tea (Reprise Records, 1976)
- Sleeping Gypsy (Warner Bros. Records, 1977)

Avec Dizzy Gillespie
- Free Ride (Pablo, 1977) composé et arrangé par Lalo Schifrin

Avec Grant Green
- Shades of Green (Blue Note, 1971)
- Live at The Lighthouse (Blue Note, 1972)

Avec Richard "Groove" Holmes
- Welcome Home (World Pacific Jazz, 1968)

Avec Harry Nilsson
- Flash Harry (Mercury Records, 1980)

Avec Marvin Gaye
- Let's Get It On (Tamla, 1973)
- I Want You (Motown Records, 1976)

Avec Matraca Berg
- The Speed of Grace (MCA Records, 1994)

Avec Paul Anka
- The Painter (United Artists Records, 1976)

Avec Solomon Burke
- Electronic Magnetism (MGM Records, 1971)

Avec Donovan
- Slow Down World (Epic Records, 1976)
- Lady of the Stars (RCA Records, 1984)

Avec Jackson Browne
- For Everyman (Asylum Records, 1973)

Avec Jennifer Warnes
- Jennifer (Reprise Records, 1972)

Avec Milt Jackson
- Memphis Jackson (Impulse!, 1969)

Avec Tina Turner
- Private Dancer (Capitol Records, 1984)

Avec John Klemmer
- Constant Throb (Impulse!, 1971)
- Waterfalls (Impulse!, 1972)
- Magic and Movement (Impulse!, 1974)

Avec Charles Kynard
- Reelin' with the Feelin' (Prestige, 1969)

Avec Minnie Riperton
- Stay in Love (Epic Records, 1977)

Avec Ringo Starr
- Stop and Smell the Roses (RCA Records, 1981)

Avec Carmen McRae
- Can't Hide Love (Blue Note Records, 1976)

Avec Billy Joel
- Piano Man (Columbia Records, 1973)
- Streetlife Serenade (Columbia Records, 1974)

Avec Randy Crawford
- Now We May Begin (Warner Bros. Records, 1980)

Avec Joni Mitchell
- For the Roses (Asylum Records, 1972)
- Court and Spark (Asylum Records, 1974)
- The Hissing of Summer Lawns (Asylum Records, 1975)

Avec B.B. King
- Midnight Believer (ABC Records, 1978)
- Take It Home (ABC Records, 1979)

Avec Wendy Waldman
- Love Has Got Me (Warner Bros. Records, 1973)

Avec Randy Newman
- Sail Away (Reprise Records, 1972)

Avec Shuggie Otis
- Here Comes Shuggie Otis (Epic Records, 1970)
- Freedom Flight (Epic, 1971)

Avec Dusty Springfield
- Cameo (ABC Records, 1973)

Avec Jean-Luc Ponty
- King Kong: Jean-Luc Ponty Plays the Music of Frank Zappa (World Pacific/Liberty, 1970)

Avec Seals & Crofts
- Summer Breeze (Warner Bros. Records, 1972)
- Diamond Girl (Warner Bros. Records, 1973)
- I'll Play for You (Warner Brothers, 1975)
- Get Closer (Warner Brothers, 1976)
- Sudan Village (Warner Bros. Records, 1976)

Avec Jimmy Smith
- Root Down (Verve, 1972)

Avec Steely Dan
- Pretzel Logic (ABC Records, 1974)

Avec Gerald Wilson
- California Soul (Pacific Records, 1968)

Avec Hugh Masekela
- Reconstruction (Chisa, 1970)